# Camp de Túria
Il Camp de Túria (in castigliano: Campo de Turia) è una delle 34 comarche della Comunità Valenciana, con una popolazione di 125 129 abitanti in maggioranza di lingua valenciana; suo capoluogo è Llíria (cast. Liria).
Amministrativamente fa parte della provincia di Valencia, che comprende 17 comarche.